# A bene placito
A bene placito este o expresie în limba latină, care înseamnă "cu placere", "la voi". 

## Definiție
Deja atestată din secolul al Xvi-lea și până în secolul al Xix-lea, este derivat ortografia "de acord" că, dacă o parte s-a păstrat sensul inițial de "cu plăcere", pe de altă parte, are, de asemenea, luate în sensul special de "aprobare", mai ales în ecleziastice, ca în expresia "a (cu) acordul superiorilor."
Formula "un acord bun", din italiană și atestată de gen din secolul al Xix-lea, este de asemenea prezent în alte limbi (franceză, catalană, engleză, spaniolă, de exemplu): este utilizat practic în domeniul muzicii, și poate înlocui expresii similare "ad libitum" (latină), și "a piacere" (italiană), în notațiile de pe partituri.

## Vezi și
- Locuțiuni în limba latină